# Albert Hofmann (Architekt)
Albert Hofmann (* 14. Juli 1859 in Köln; † 22. März 1926 in Karlsruhe) war ein deutscher Architekt sowie langjähriger Redakteur und Herausgeber der Deutschen Bauzeitung.

## Leben
Albert Hofmann wuchs als Sohn eines Gärtnereibesitzers in (Karlsruhe-)Durlach auf und studierte Architektur an der Technischen Hochschule Karlsruhe, u. a. bei Josef Durm. Er vervollständigte seine Ausbildung an der Berliner Bauakademie sowie an den Universitäten in Berlin und Leipzig. Nachdem er einige Jahre in Baden als Architekt praktisch gearbeitet hatte, amtierte er von 1886 bis 1891 als Direktor des Nordböhmischen Gewerbemuseums in Reichenberg.
Hofmann trat als Fachautor erstmals mit seinen Berichten von der Pariser Gewerbeausstellung 1885 hervor, er wurde im Oktober 1891 zunächst Zweiter Schriftleiter, 1900 beim Ausscheiden von Karl Emil Otto Fritsch dessen Nachfolger als Erster Schriftleiter (Chefredakteur), und später zusammen mit Fritz Eiselen auch Herausgeber der ältesten deutschen Architekturzeitschrift Deutsche Bauzeitung.
Hofmann war außerdem häufig als Preisrichter in Architekturwettbewerben tätig und engagierte sich auch in der Denkmalpflege. Ab 1906 arbeitete er als Autor am mehrbändigen Handbuch der Architektur mit. 1917 verlieh ihm die Technische Hochschule Karlsruhe die Ehrendoktorwürde (Dr.-Ing. E. h.). Seine hohe Reputation in Fachkreisen schlug sich auch in der Berufung als Mitglied der Preußischen Akademie des Bauwesens zum 18. Mai 1920 nieder. Ende 1923 schied er bei der Deutschen Bauzeitung aus und verbrachte seinen Lebensabend in Durlach.